# عالم العلاقات البينية للرضع (كتاب)
عالم العلاقات البينية للرضع (بالإنجليزية: The Interpersonal World of the Infant)‏ هو واحد من أكثر الأعمال البارزة لعالم النفس دانيال ستيرن، والذي يصف تطور الشخصية المرتبطة بمفهوم الذات. ويتطور مفهوم الذات على مدى مراحل العمر، ولكن من الضروري قطع أشواط تنموية كبيرة خلال المرحلة الحساسة لأول سنتين بعمر الشخص. وتلعب الأم أو مُقدم الرعاية الرئيسي دورًا حامسًا في مساعدة الأطفال في هذه العملية التنموية.